# Porabje
A Porabje egy vidék szlovén megfelelője is egyben, lásd: Vendvidék!
A Porabje a magyarországi szlovének nemzetiségi hetilapja, eleinte kéthetente, most már hetente megjelenő kulturális és közéleti jellegű újság. Neve jelentése magyarul Rábavidék. Székhelye a szentgotthárdi Hotel Lipa.
1990-ben alapították. Célja a rábavidéki szlovének számára az anyanyelven történő tájékoztatás, valamint a szlovén anyanyelv és identitásának megőrzése, fejlesztése, kulturális és vallási értékek közvetítése. Egyaránt íródik vend nyelven (a szerkesztők nem használják az írott változatot, hanem csak a helyi dialektust) és irodalmi szlovén nyelven.

Közvetít a határon túlról, Szlovéniából, elsősorban olyan eseményeket kommentál, melyek a magyarországi szlovénséget is érintik. Ismeretterjesztő jellegű írásokat (történelem, hagyományok, nyelvészet, művészet stb.), s a helyi középiskolák szlovént tanuló diákjainak írásait adja közre. Emellé vend nyelven is közzétesznek, verseket, fordításokat, novellákat, mint a muravidéki író Miki Roš, vagy Feri Lainšček és a magyarországi Barbér Irén (1939-2006) alkotásait.
A lap szabadterjesztésben Magyarországon másutt nem kapható, csak Szentgotthárdon, a Hotel Lipában vásárolható meg, amely többek közt otthont ad a Szlovén Kulturális és Információs Központnak és a Porabje Szerkesztőségének.
A lapot megjelenésétől fogva minden vendvidéki háztartásba ingyen eljuttatták. Amióta a lap hetenkénti megjelenésre váltott, az ingyenesség megszűnt, a lapot a rá előfizetők kapják meg. Az éves előfizetés ára jelképes, 2017-ben Magyarországon 2600 Ft, Szlovéniában 22 euró, a világ többi részén pedig 52 euró vagy 52 amerikai dollár.
Az újság szerkesztésében részt vesznek egyebek közt: Holecz Károly író, Mukicsné Kozár Mária történész és írónő, Mukics Ferenc író, történész, kutató, Pavlics Irén írónő, a nemzetiségi önkormányzat titkára.

## Külső hivatkozások
- Hivatalos honlap